# Graptodytes snizeki
Graptodytes snizeki là một loài bọ cánh cứng trong họ Bọ nước. Loài này được Hendrich miêu tả khoa học năm 1993.